# 名古屋西本線料金所
名古屋西本線料金所（なごやにしほんせんりょうきんじょ）は、愛知県あま市と名古屋市中川区の境に位置する東名阪自動車道の本線料金所である。かつては七宝料金所と呼ばれていた。

## 概要
下り線では対距離入口料金所として通行券の発券（ETCは入口情報記録）、上り線では対距離出口料金所として名古屋西IC / JCTまでの料金徴収を行う。
この料金所から名古屋西JCTを通って名古屋第二環状自動車道や名古屋高速道路5号万場線に乗り継ぐ場合、もう一度料金所を通らなければならない（料金制が異なり、合併収受も行っていないため）。
なお、当本線料金所付近はSA・PAがない代わりに、上下線共にトイレが設置されている（下り線は料金所を過ぎた直後の左側路肩にトイレのみ、上り線は料金所手前の左側に事務所の駐車場とトイレが使用可能）。

## 料金所施設
レーン運用は、時間帯やメンテナンスなどの事情により変更される場合がある。
- レーン数：20

### 下り（四日市・亀山方面）
- レーン数：7
  - ETC専用 : 3
  - ETC/一般：2
  - 一般：2

### 上り（名古屋市街・名二環方面）
- レーン数：13
  - ETC専用：4
  - 一般：4
  - 休止中：5

## 隣
E23 東名阪自動車道
(23) 名古屋西JCT - (24) 名古屋西IC - 名古屋西TB - (25) 蟹江IC